# Povegliano Veronese
Povegliano Veronese är en ort och kommun i provinsen Verona i regionen Veneto i Italien. Kommunen hade 7 317 invånare (2018).